# Chiropotes israelita
Il chiropote dal dorso bruno (Chiropotes israelita Bonivicino et al., 2003) è un primate platirrino della famiglia dei Pitecidi.
Una popolazione di questi animali venne individuata lungo il medio corso del Rio Negro, dove vive in simpatria con la congenere Chiropotes utahickae: inizialmente tale popolazione venne classificata come sottospecie di Chiropotes satanas (C. satanas israelita). Analisi del cariotipo hanno poi suggerito più adeguata l'attribuzione a questi animali dello status di specie a sé stante.
Il pelo è nero su tutto il corpo, ad eccezione del quarto posteriore dorsale, dove assume colorazione bruna.